# محمد المطوع
محمد المطوع (عربی: محمد المطوع؛ زادهٔ ۶ اکتبر ۱۹۹۴) یک ورزشکار اهل عربستان سعودی است.